# Piverone
Piverone (piemontesisch Pivron) ist eine Gemeinde in der italienischen Metropolitanstadt Turin (TO), Region Piemont.

## Lage und Einwohner
Piverone liegt 65 km nordöstlich von Turin in der Region Canavese in der Nähe des Lago di Viverone. Das Gemeindegebiet umfasst eine Fläche von 11 km² und hat 1232 Einwohner (Stand 31. Dezember 2024).
Die Nachbargemeinden sind Palazzo Canavese, Zimone, Magnano, Albiano d’Ivrea, Azeglio und Viverone.

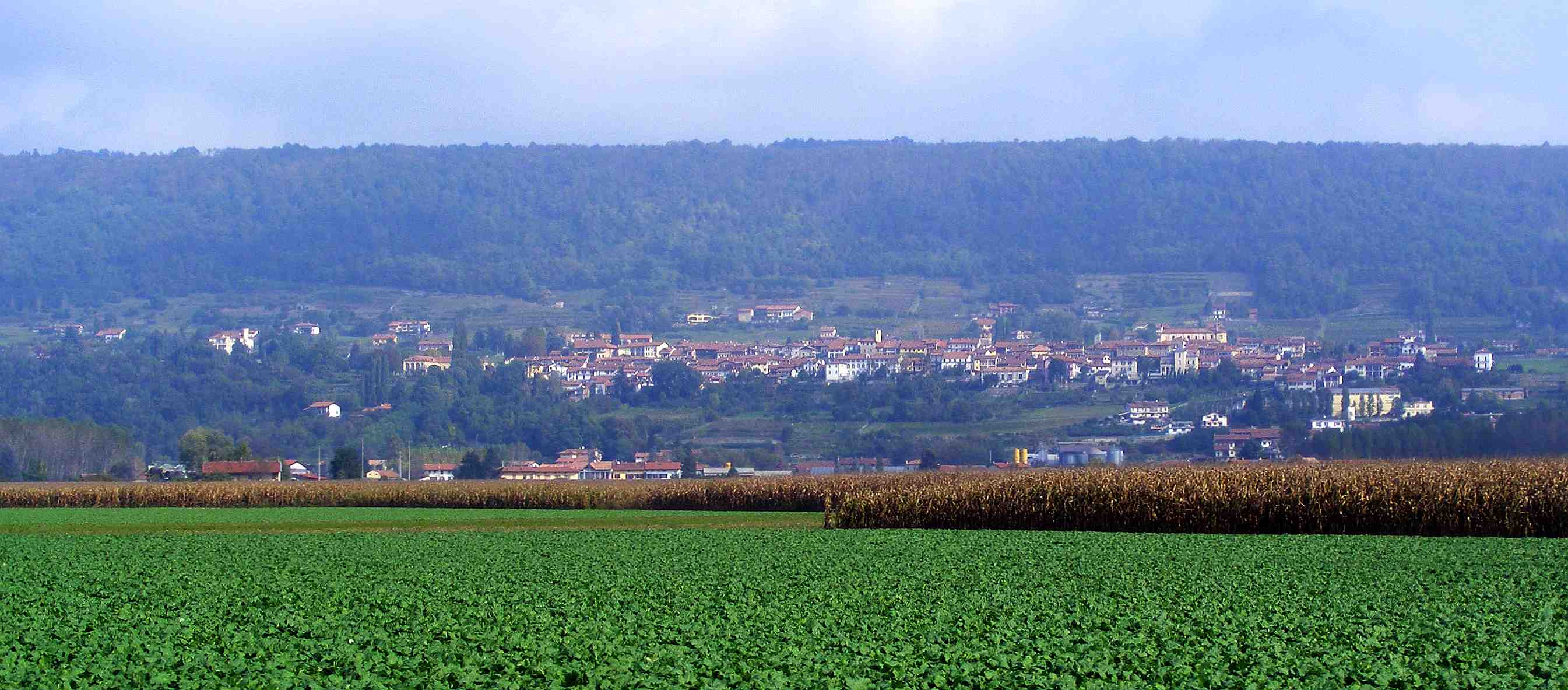
Panorama

## Geschichte

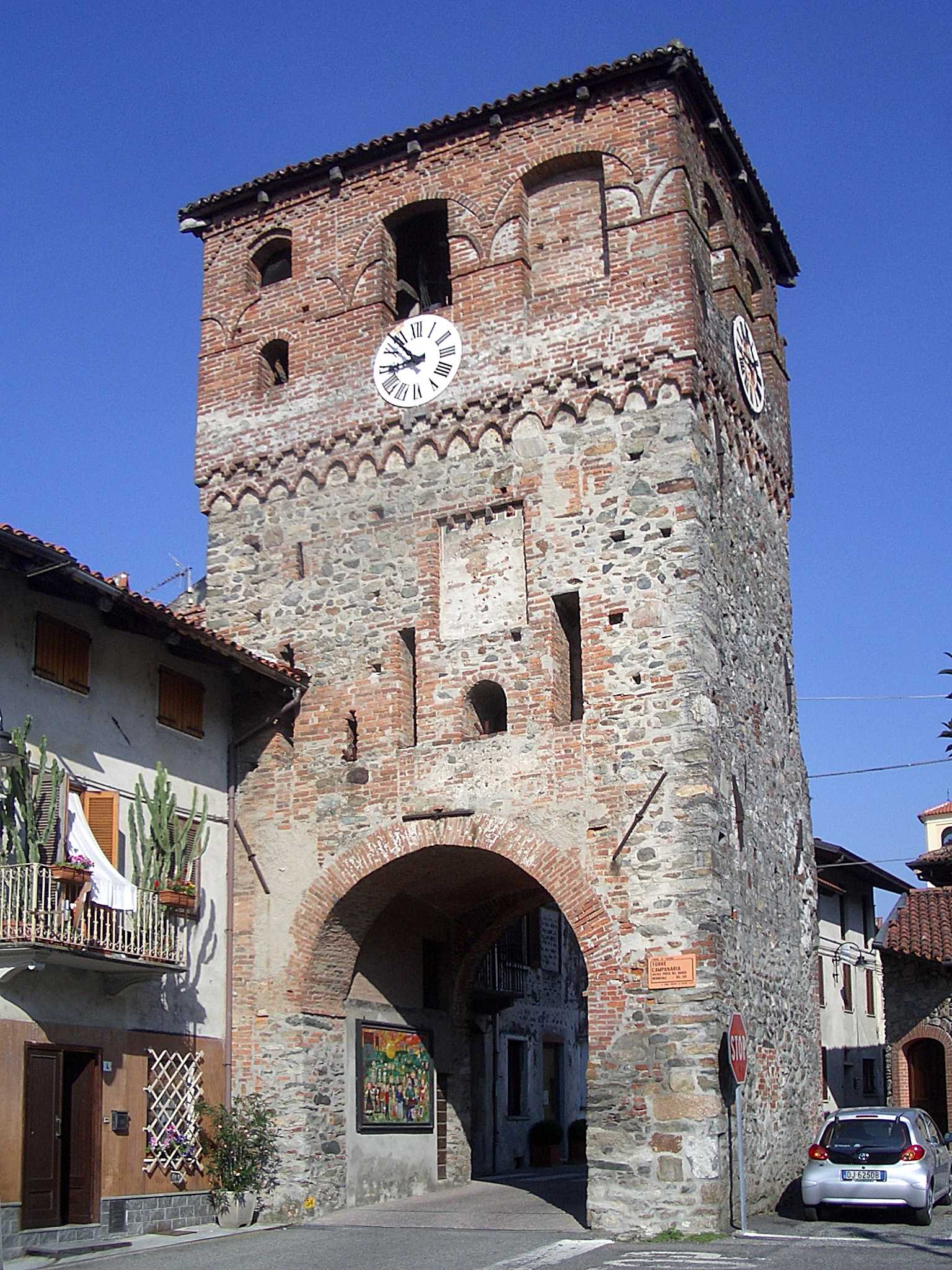
Der Uhrturm

Piverone war, wie das nahegelegene Viverone, seit prähistorischer Zeit bewohnt. Neben den Überresten einer Pfahlbausiedlung bei Anzasco wurden im Landesinneren auch weitere Funde aus der Bronzezeit (2000–1200 v. Chr.) gefunden. Merkwürdigerweise hat der Ursprung des Ortsnamens Piverone nichts mit dem ähnlichen und angrenzenden Ortsnamen Viverone zu tun. Die wahrscheinlichste Hypothese ist der Name eines römischen Prädials aus der Zeit um das 4. Jahrhundert, das einen lebhaften, „pfeffrigen“ Charakter hatte und den Spitznamen Pipero erhielt, daher der Name einer antiken Villa Piperonis, die heute aber nicht mehr existiert.
In Piverone sind die Überreste der romanischen Kirche S. Pietro di Sugliaco zu finden, die in einem Dokument aus dem Jahr 1209 erwähnt werden.
Zu Beginn des 18. Jahrhunderts war die Stadt ein Urlaubsziel für Madame Giovanna Battista von Savoyen-Nemours, Ehefrau von Herzog Carlo Emanuele II. Das Gebiet wurde später für die Tourismusverwaltung des Viverone-Sees umstritten, dessen Westufer Piverone, das zur Provinz Turin gehört, für 1/6 (Anteil von Anzasco und Ortschaft Bancassa-Maresco) Eigentümer bleiben wird.

## Einzelnachweise

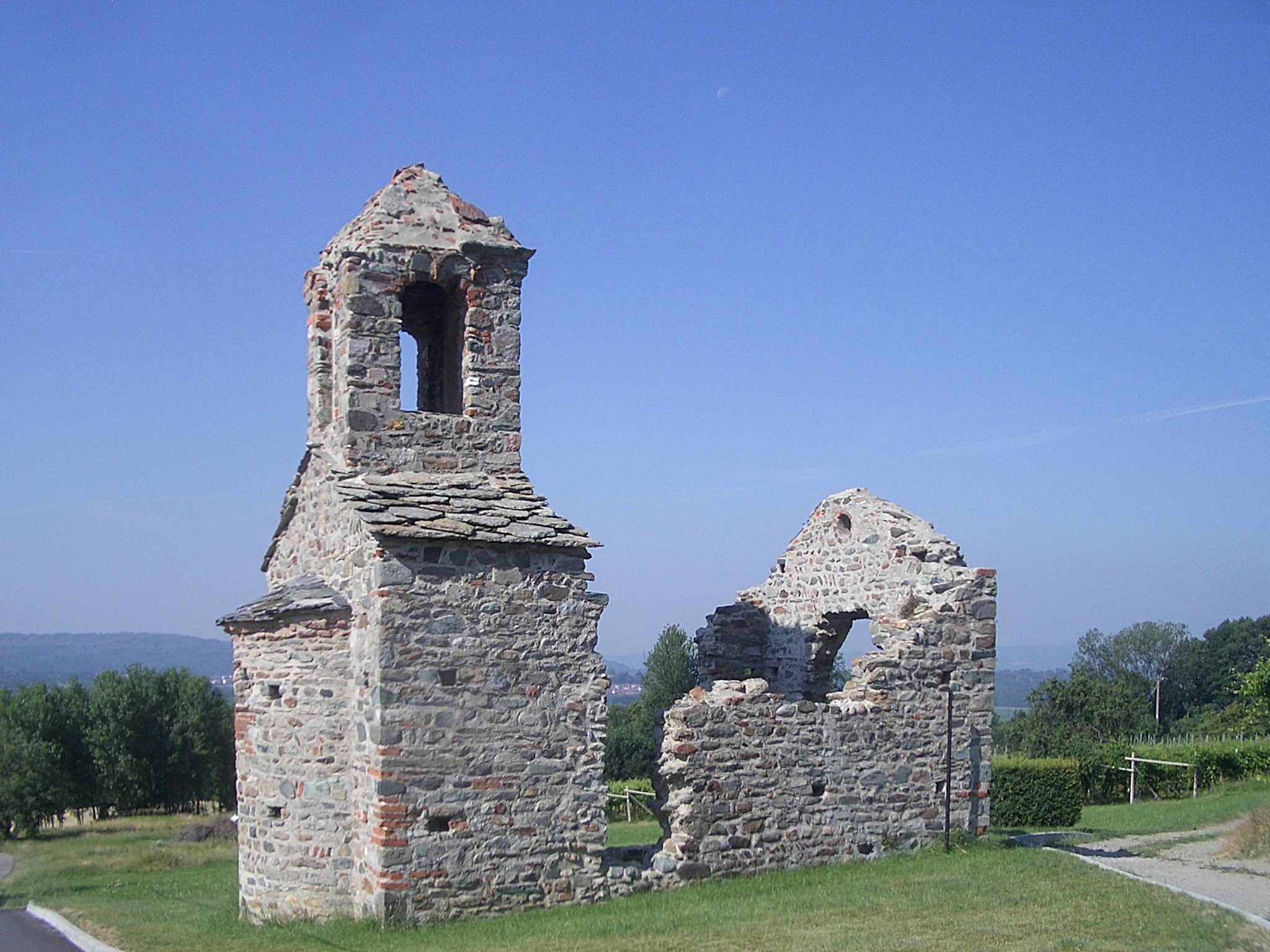
San Pietro di Sugliaco